# Aflenz Land

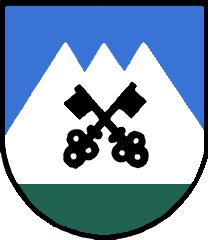
Wappen der ehemaligen Gemeinde Aflenz Land

Aflenz Land war bis Ende 2014 eine Gemeinde mit 1435 Einwohnern (Stand 31. Oktober 2013) im Gerichtsbezirk Bruck an der Mur und im politischen Bezirk Bruck-Mürzzuschlag in der Steiermark. Im Rahmen der Gemeindestrukturreform in der Steiermark wurde sie ab 1. Jänner 2015 mit der Gemeinde Aflenz Kurort zusammengeschlossen. Die neue Gemeinde trägt den Namen Aflenz und ist weiterhin Marktgemeinde. Grundlage dafür ist das Steiermärkische Gemeindestrukturreformgesetz - StGsrG.

## Geografie
Aflenz Land liegt in der nördlichen Steiermark und war die östliche Nachbargemeinde von Aflenz Kurort. Die Fläche der Gemeinde Aflenz Land umfasste 39 Quadratkilometer.

### Gliederung
Das Gemeindegebiet umfasste folgende fünf Ortschaften (in Klammern Einwohnerzahl Stand 1. Jänner 2025):
- Döllach (96)
- Dörflach (181)
- Graßnitz (440)
- Jauring (501)
- Tutschach (151)

Die Gemeinde bestand aus den Katastralgemeinden Döllach, Dörflach, Grassnitz, Jauring und Tutschach.

## Geschichte
Das Gebiet der Gemeinde war Teil des 1180 von Bayern abgetrennten Herzogtums Steiermark. Seit 1192 waren die Steiermark und Österreich in Personalunion vereint. Seit 1564 zählte die Steiermark und mit ihr Aflenz zu Innerösterreich, seit 1804 zum Kaiserreich Österreich. Aflenz Land wurde Teil der 1918 gegründeten Republik Österreich. Nach dem Anschluss Österreichs an das Deutsche Reich 1938 gehörte der Ort bis 1945 zum Reichsgau Steiermark und war dann bis 1955 Teil der britischen Besatzungszone.

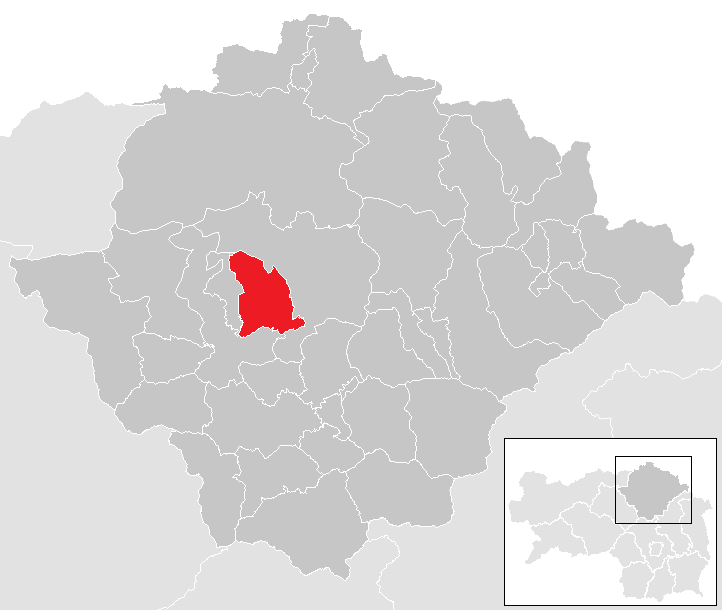
Lage von Aflenz Land im Bezirk Bruck-Mürzzuschlag mit den Gemeindegrenzen 2014

## Politik
Letzter Bürgermeister war Hubert Lenger (ÖVP).

### Regionalpolitik
Aflenz Land war Mitglied in der 2. Dezember 2009 Regionext-Kleinregion Hochschwab Süd, und in der LEADER-Region Mariazellerland–Mürztal.
Überlegt wurde im Rahmen der Gemeindestrukturreform auch die Zusammenlegung mit Turnau (3er-Lösung); in Diskussion stand auch eine weitergehende Fusion mit St. Ilgen/Etmißl/Thörl (6er-Lösung). Alle diese Varianten sind jedoch nicht zustande gekommen.

## Wirtschaft und Infrastruktur
- Erdfunkstelle Aflenz

## Persönlichkeiten

### Ehrenbürger
- 2009: Peter Polleruhs (1949–2022), Bürgermeister von Aflenz-Land 1988–2009[9]